# Garcia de Orta

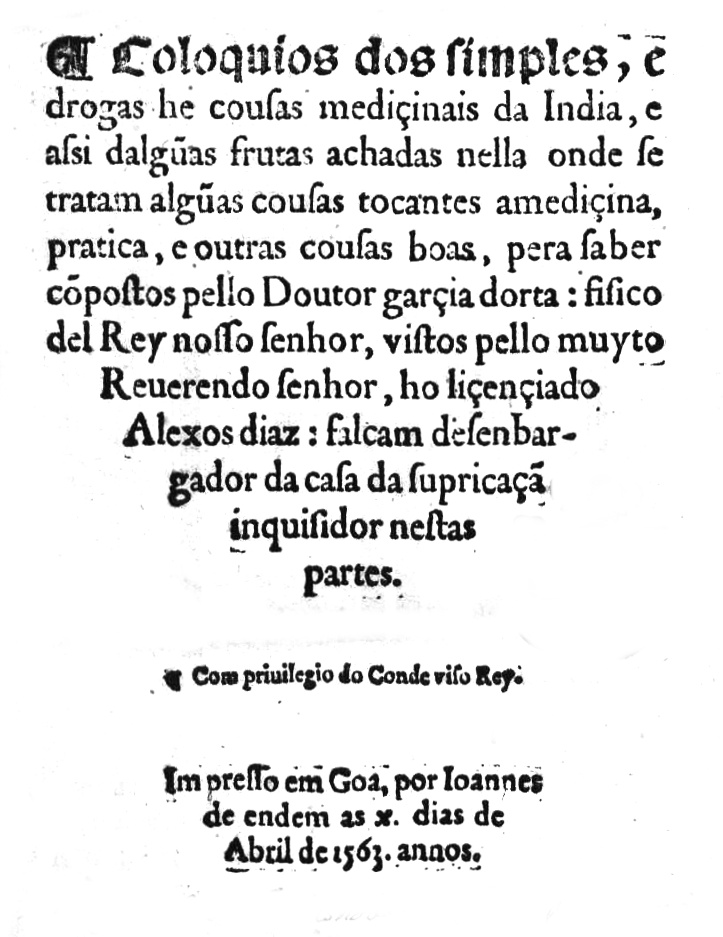
Colóquios dos simples e drogas da India. Goa, 1563

Garcia de Orta (1501–1502 Castelo de Vide, Portugalsko – 1568 Goa) byl renesanční portugalský židovský lékař, průkopník tropické medicíny. Je považován za prvního člověka, který vědeckým způsobem popsal choleru.

## Životopis
Garcia de Orta se narodil v Castelo de Vide pravděpodobně v roce 1501. Jeho otcem byl kupec Fernão (Isaac) da Orta, matkou Leonor Gomes. Měl tři sestry, Violante, Catarinu a Isabel. Jejich rodiče byli španělští Židé z Valencia de Alcántara, kteří podobně jako mnoho jiných našli v Portugalsku útočiště při velkém vyhnání Židů ze Španělska v roce 1492 za vlády Katolických Veličenstev Ferdinanda II. Aragonského a Isabely Kastilské. V roce 1497 byli přinuceni přijmout křesťanství a stali se z nich tzv. Cristianos Nuevos – Noví křesťané.
Garcia de Orta studoval lékařství, umění a filozofii na univerzitě v Alcalá de Henares a Salamance. V roce 1523, dva roky po otcově smrti, dokončil studia a vrátil se do Portugalska. Nejprve praktikoval lékařství v rodném městě, od roku 1526 v Lisabonu. V roce 1530 se stal na zdejší univerzitě profesorem.
V roce 1534 se vydal na plavbu do Portugalské Indie, a to jako hlavní lékař ve flotile Martima Afonse de Sousa. K cestě ho pravděpodobně přiměla obava ze sílícího vlivu portugalské inkvizice a podařilo se mu obejít zákaz emigrace Nových křesťanů. V roce 1538 se usadil v Goe a vybudoval zde lékařskou praxi, která brzy poskytovala služby prominentní klientele. Byl lékařem sultána jménem Burhan Nizam Shah i několika portugalských vicekrálů a guvernérů Goy.
V roce 1543 se Garcia da Orta oženil s bohatou příbuznou Briandou de Solis. Manželství nebylo šťastné, měli však spolu dvě dcery. V roce 1549 se k němu v Goe připojila jeho matka a dvě sestry, poté co byly v Lisabonu kvůli náboženství vězněny. Garciův švagr po jeho smrti dosvědčil, že García, podobně jako ostatní členové rodiny, zůstal věřícím Židem. 
V roce 1565 byl otevřen inkviziční soud v Goe a začalo pronásledování zdejších Židů, tajných Židů, hinduistů a Nových křesťanů. Garcia zemřel v roce 1568 a perzekuce jej vážně nepostihla. Jeho sestra Catarina však byla ve stejném roce za židovskou víru uvězněna a o rok později upálena na hranici. Garcia byl odsouzen posmrtně, v roce 1580 byly po autodafé jeho ostatky vykopány a spáleny. Osud jeho dcer není znám. Za doby života byl Garcia před inkvizicí ochraňován svým přítelem a patronem Martimem Afonsem de Sousa, který byl v letech 1542 až 1545 generálním guvernérem Portugalské Indie.
Ačkoli byl Garcia de Orta vytížen lékařskou praxí a při pobytu v Indii téměř necestoval, v Goe se setkával s obchodníky a lékaři z mnoha oblastí jižní Asie a pobřeží Indického oceánu. Mluvil portugalsky, španělsky, hebrejsky, latinsky, řecky, arabsky a měl i znalosti perštiny, maráthštiny, konkánštiny, sanskrtu a kannadštiny. Dopisovatelé a agenti mu posílali semena a rostliny, obchodoval s kořením, léčivými drogami a drahými kameny. Měl laboratoř a botanickou zahradu.

## Dílo
Své rozsáhlé znalosti východních koření a léčivých drog publikoval v jediné známé knize Colóquios dos simples e drogas he cousas medicinais da Índia (Pojednání o bylinách, léčivých drogách a medicínských látkách Indie). Kniha byla vydána v Goe 10. dubna 1563. Představuje množství látek, které byly v té době v Evropě neznámé nebo opředené různými omyly.
Byl prvním Evropanem, který popsal tropické nemoci, zejména choleru. Jeho pitva pacienta zemřelého na choleru je první známou pitvou provedenou v Indii. Ve svých písemnostech projevoval značnou nezávislost na starořeckých, latinských a arabských autoritách. Jeho kniha obsahuje první publikované verše jeho přítele Luíse de Camões, který se později stal portugalským národním básníkem. Poté, co bylo Garcíovo dílo přeloženo do latiny a později i do jiných jazyků, stalo se rychle uznávaným i v Evropě. Velké části z díla byly uveřejněny v roce 1578 v díle Tractado de las drogas y medicinas de las Indias orientales (Pojednání o drogách a léčivech Východní Indie).

## Zajímavosti
- Patrně jako první Evropan podal informace o šelaku a jeho použití.[1]